# Giasone (Bibbia)
Giasone (in ebraico יאסון‎?, Yason; ... – Sparta, ...; fl. II secolo a.C.) è stato un sacerdote ebreo antico, sommo sacerdote del Tempio di Gerusalemme nel II sec. a.C.
Esponente della famiglia sacerdotale degli Oniadi, lo storico Giuseppe Flavio scrive che il suo nome era originariamente Gesù (in ebraico Yēshua`, יֵשׁוּעַ), ma, essendo un sostenitore della corrente del Giudaismo ellenistico, assunse quello greco di Giasone. La sua vicenda è riportata nel Secondo Libro dei Maccabei.
Dante Alighieri lo cita nella Divina Commedia come esempio lampante di simonia, paragonandolo a Papa Clemente V (Inf. XIX, 85-87).

## Biografia
Giasone era fratello del sommo sacerdote Onia III, il quale era fortemente legato alle tradizioni ebraiche e le difendeva contro le infiltrazioni culturali ellenistiche. Già Simone, un funzionario del Tempio, era entrato in rotta con lui e aveva cercato di accattivarsi le simpatie dei governanti siri, consigliandogli di attingere dal tesoro del Tempio, da lui dipinto come favoloso. Invano Onia aveva cercato di dissuadere Eliodoro, inviato dal re Seleuco IV, dal depredare il Tempio, ma il 2° Libro dei Maccabei riferisce che Eliodoro fu comunque costretto a desistere dall'apparizione di un cavaliere dorato. Simone allora cercò di incolpare Onia dell'accaduto, accusandolo di essere stato lui stesso ad opporsi con la forza all'inviato del re. Mentre Onia stava recandosi dal re per chiedere un intervento pacificatore, Seleuco morì e salì al trono Antioco IV Epifane. Qui entrò in scena Giasone, che promise 440 talenti d'argento in cambio del sommo sacerdozio, oltre a 150 come extra, se gli fosse stata concessa l'autorità di erigere e controllare un ginnasio e altre istituzioni nello stile della polis greca a Gerusalemme. Antioco accettò, rompendo in tal modo con la linea politica di suo padre, re Antioco III, che aveva concesso ampie autonomie in materia religiosa ai sudditi ebrei, fra cui il diritto di nominare secondo le leggi della Torah le autorità religiose. L'autore del testo dei Maccabei, in generale fortemente ostile al Giudaismo ellenistico, descrive quindi Giasone come esempio di empietà e falsità.
Giasone fu sommo sacerdote tra il 175 e il 171 a.C.. In occasione dei giochi quinquennali in onore di Eracle presso Tiro, egli inviò trecento dramme per destinarle a sacrifici religiosi, ma i latori le utilizzarono per altre spese. Più tardi mandò Menelao, fratello di quel Simone che era entrato in contesa con il sacerdote Onia, e questi offrì altri soldi per ottenere il sommo sacerdozio al posto di Giasone. Quest'ultimo fu quindi scalzato e lasciò la città santa, rifugiandosi nell'Ammanitide. Ancora nel 168 a.C. tentò di recuperare il potere perduto con un colpo di mano militare, facendo una strage dentro Gerusalemme, ma l'azione si risolse in un fallimento e lui fu costretto nuovamente alla fuga, finendo i suoi giorni da esule a Sparta.